# Estando contigo
Chansons représentant les Espagne au Concours Eurovision de la chanson
Llámame
(1962)
Estando contigo (« Être avec toi ») est une chanson écrite par Antonio Guijarro, composée par Augusto Algueró et interprétée par la chanteuse espagnole Conchita Bautista, sortie en 45 tours en 1961.
C'est la chanson ayant été sélectionnée pour représenter l'Espagne lors de sa première participation au Concours Eurovision de la chanson en 1961 le 18 mars à Cannes.

## À l'Eurovision

### Sélection
Ayant remporté la Preselección de Eurovisión au début de 1961, la chanson Estando contigo est sélectionnée pour représenter l'Espagne au Concours Eurovision de la chanson 1961 le 18 mars à Cannes, en France.

### À Cannes
La chanson est intégralement interprétée en espagnol, langue officielle de l'Espagne, comme le veut la coutume avant 1966. L'orchestre est dirigé par Rafael Ferrer.
Estando contigo est la première chanson interprétée lors de la soirée du concours, précédant Allons, allons les enfants de Colette Deréal pour Monaco.
À l'issue du vote, elle obtient 8 points et se classe 9e sur 16 chansons,.

### Retour au Concours Eurovision
Conchita Bautista retourne au Concours Eurovision de la chanson 1965 pour représenter l'Espagne avec la chanson Qué bueno, qué bueno.

## Liste des titres
| A1. | Estando contigo        | Antonio Guijarro, Augusto Algueró | 2:55 |
| A2. | La Niña de embajadores |                                   |      |
| B1. | Carnavalito gitano     |                                   |      |
| B2. | Dama de España         |                                   |      |

## Historique de sortie
| Pays    | Date | Format         | Label    |
| ------- | ---- | -------------- | -------- |
| Espagne | 1961 | super 45 tours | Iberofon |

## Reprises et adaptations
En 1961, peu après l'Eurovision 1961, la chanson est reprise par la jeune chanteuse Marisol pour le film Un ange est arrivé. Sa version permet de se classer à la 6e place du hit-parade espagnol en juillet 1961.
En 2008, Estando contigo est reprise par la chanteuse Marta Sánchez lors de l'émission musicale Europasión et en 2015 par Mariló Montero lors de l'émission Telepasión española (es).

### Classements hebdomadaires

#### Version de Marisol
| Classement (1961)              | Meilleure position |
| ------------------------------ | ------------------ |
| Espagne (Billboard Discomania) | 6                  |